# انسان‌شناسی فرهنگی
انسان‌شناسی فرهنگی که گاه مردم‌شناسی اجتماعی نیز نامیده می‌شود به مطالعه فرهنگ و جامعه انسانی می‌پردازد. در انسان‌شناسی فرهنگی، تفاوت‌ها و شباهت‌های اجتماعی و فرهنگی جامعه‌های گوناگون بررسی می‌شود. انسان‌شناسی هم به بررسی جوامع بشری خاص معاصر می‌پردازد و هم الگوهای مسلط بر فرهنگ بشری را مطالعه می‌کند. اصطلاح‌های «انسان‌شناسی اجتماعی» و «انسان‌شناسی فرهنگی» غالباً به یک معنا به کار برده می‌شوند، و هردو جوامع خاص بشری را به منظور فهم دلایل همانندی‌ها و ناهمانندی‌های آن‌ها توصیف و تحلیل می‌کنند. مردم‌نگاری و قوم‌شناسی به ترتیب این دو جنبه از کار انسان‌شناسی فرهنگی را انجام می‌دهند.